# Liste des députés de la préfecture d'Osaka
Cette page liste les membres de la Chambre des représentants du Japon élus dans les circonscriptions de la préfecture d'Osaka.

## 41elégislature(1996-2000)
Au cours de la 41e législature, les députés de la préfecture d'Osaka furent les suivants :
| Circonscription | Député | Député                  | Parti politique |
| --------------- | ------ | ----------------------- | --------------- |
| 1re             |        | Kōki Chūma              | PLD             |
| 2e              |        | Megumu Satō (ja)        | Shinshintō      |
| 3e              |        | Masahiro Tabata         | Shinshintō      |
| 4e              |        | Tadashi Maeda           | Shinshintō      |
| 5e              |        | Takayoshi Taniguchi     | Shinshintō      |
| 6e              |        | Yutaka Fukushima        | Shinshintō      |
| 7e              |        | Osamu Fujimura          | Shinshintō      |
| 8e              |        | Kansei Nakano           | Shinshintō      |
| 9e              |        | Takeshi Nishida (ja)    | Shinshintō      |
| 10e             |        | Kazuo Ishigaki (ja)     | Shinshintō      |
| 11e             |        | Hirofumi Hirano         | SE              |
| 12e             |        | Shinji Tarutoko         | Shinshintō      |
| 13e             |        | Akira Nishino           | Shinshintō      |
| 14e             |        | Eiichi Nakamura (ja)    | Shinshintō      |
| 15e             |        | Naokazu Takemoto        | PLD             |
| 16e             |        | Kazuo Kitagawa          | Shinshintō      |
| 17e             |        | Shingo Nishimura        | Shinshintō      |
| 18e             |        | Tarō Nakayama           | PLD             |
| 19e             |        | Kenshirō Matsunami (ja) | Shinshintō      |

## 42elégislature(2000-2003)
Au cours de la 42e législature, les députés de la préfecture d'Osaka furent les suivants :
| Circonscription | Député | Député                  | Parti politique | Mandat    |
| --------------- | ------ | ----------------------- | --------------- | --------- |
| 1re             |        | Kōki Chūma              | PLD             |           |
| 2e              |        | Akira Satō (ja)         | PLD             |           |
| 3e              |        | Masahiro Tabata         | Kōmeitō         |           |
| 4e              |        | Masaaki Nakayama (ja)   | PLD             |           |
| 5e              |        | Takayoshi Taniguchi     | Kōmeitō         |           |
| 6e              |        | Yutaka Fukushima        | Kōmeitō         |           |
| 7e              |        | Osamu Fujimura          | PDJ             |           |
| 8e              |        | Kansei Nakano           | PDJ             |           |
| 9e              |        | Nobumori Ōtani (ja)     | PDJ             |           |
| 10e             |        | Kiyomi Tsujimoto        | PSD             | 2000-2002 |
| 10e             |        | Kenta Matsunami         | PLD             | 2002-2003 |
| 11e             |        | Hirofumi Hirano         | PDJ             |           |
| 12e             |        | Shinji Tarutoko         | PDJ             |           |
| 13e             |        | Masajūrō Shiokawa       | PLD             |           |
| 14e             |        | Takashi Tanihata        | PLD             |           |
| 15e             |        | Naokazu Takemoto        | PLD             |           |
| 16e             |        | Kazuo Kitagawa          | Kōmeitō         |           |
| 17e             |        | Nobuko Okashita         | PLD             |           |
| 18e             |        | Tarō Nakayama           | PLD             |           |
| 19e             |        | Kenshirō Matsunami (ja) | PC              |           |

## 43elégislature(2003-2005)
Au cours de la 43e législature, les députés de la préfecture d'Osaka furent les suivants :
| Circonscription | Député | Député                | Parti politique |
| --------------- | ------ | --------------------- | --------------- |
| 1re             |        | Kōki Chūma            | PLD             |
| 2e              |        | Akira Satō (ja)       | PLD             |
| 3e              |        | Masahiro Tabata       | Kōmeitō         |
| 4e              |        | Osamu Yoshida (ja)    | PDJ             |
| 5e              |        | Takayoshi Taniguchi   | Kōmeitō         |
| 6e              |        | Yutaka Fukushima      | Kōmeitō         |
| 7e              |        | Osamu Fujimura        | PDJ             |
| 8e              |        | Kansei Nakano         | PDJ             |
| 9e              |        | Nobumori Ōtani (ja)   | PDJ             |
| 10e             |        | Miyoko Hida           | PDJ             |
| 11e             |        | Hirofumi Hirano       | PDJ             |
| 12e             |        | Shinji Tarutoko       | PDJ             |
| 13e             |        | Akira Nishino         | PLD             |
| 14e             |        | Takashi Tanihata      | PLD             |
| 15e             |        | Naokazu Takemoto      | PLD             |
| 16e             |        | Kazuo Kitagawa        | Kōmeitō         |
| 17e             |        | Shingo Nishimura      | PDJ             |
| 18e             |        | Tarō Nakayama         | PLD             |
| 19e             |        | Takashi Nagayasu (ja) | PDJ             |

## 44elégislature(2005-2009)
Au cours de la 44e législature, les députés de la préfecture d'Osaka furent les suivants :
| Circonscription | Député | Député                | Parti politique | Mandat    |
| --------------- | ------ | --------------------- | --------------- | --------- |
| 1re             |        | Kōki Chūma            | PLD             |           |
| 2e              |        | Shika Kawajō          | PLD             |           |
| 3e              |        | Masahiro Tabata       | Kōmeitō         |           |
| 4e              |        | Yasuhide Nakayama     | PLD             |           |
| 5e              |        | Takayoshi Taniguchi   | Kōmeitō         |           |
| 6e              |        | Yutaka Fukushima      | Kōmeitō         |           |
| 7e              |        | Naomi Tokashiki       | PLD             |           |
| 8e              |        | Takashi Ōtsuka        | PLD             |           |
| 9e              |        | Takeshi Nishida (ja)  | PLD             | 2005-2006 |
| 9e              |        | Kenji Harada (ja)     | PLD             | 2006-2009 |
| 10e             |        | Kenta Matsunami       | PLD             |           |
| 11e             |        | Hirofumi Hirano       | PDJ             |           |
| 12e             |        | Tomokatsu Kitagawa    | PLD             |           |
| 13e             |        | Akira Nishino         | PLD             |           |
| 14e             |        | Takashi Tanihata      | PLD             |           |
| 15e             |        | Naokazu Takemoto      | PLD             |           |
| 16e             |        | Kazuo Kitagawa        | Kōmeitō         |           |
| 17e             |        | Nobuko Okashita       | PLD             |           |
| 18e             |        | Tarō Nakayama         | PLD             |           |
| 19e             |        | Takashi Nagayasu (ja) | PDJ             |           |

## 45elégislature(2009-2012)
Au cours de la 45e législature, les députés de la préfecture d'Osaka furent les suivants :
| Circonscription | Député | Député                  | Parti politique |
| --------------- | ------ | ----------------------- | --------------- |
| 1re             |        | Atsushi Kumada (ja)     | PDJ             |
| 2e              |        | Hitoshi Hagihara (ja)   | PDJ             |
| 3e              |        | Masazumi Nakajima (ja)  | PDJ             |
| 4e              |        | Osamu Yoshida (ja)      | PDJ             |
| 5e              |        | Tetsuo Inami (ja)       | PDJ             |
| 6e              |        | Fumiyoshi Murakami (ja) | PDJ             |
| 7e              |        | Osamu Fujimura          | PDJ             |
| 8e              |        | Kansei Nakano           | PDJ             |
| 9e              |        | Nobumori Ōtani (ja)     | PDJ             |
| 10e             |        | Kiyomi Tsujimoto        | PSD             |
| 11e             |        | Hirofumi Hirano         | PDJ             |
| 12e             |        | Shinji Tarutoko         | PDJ             |
| 13e             |        | Akira Nishino           | PLD             |
| 14e             |        | Takashi Nagao           | PDJ             |
| 15e             |        | Kei Ōtani (ja)          | PDJ             |
| 16e             |        | Hiroyuki Moriyama (ja)  | PDJ             |
| 17e             |        | Megumu Tsuji            | PDJ             |
| 18e             |        | Osamu Nakagawa (ja)     | PDJ             |
| 19e             |        | Takashi Nagayasu (ja)   | PDJ             |

## 46elégislature(2012-2014)
Au cours de la 46e législature, les députés de la préfecture d'Osaka furent les suivants :
| Circonscription | Député | Député                  | Parti politique |
| --------------- | ------ | ----------------------- | --------------- |
| 1re             |        | Hidetaka Inoue (ja)     | ARJ             |
| 2e              |        | Akira Satō (ja)         | PLD             |
| 3e              |        | Shigeki Satō            | Kōmeitō         |
| 4e              |        | Masatoshi Murakami (ja) | ARJ             |
| 5e              |        | Tōru Kunishige (ja)     | Kōmeitō         |
| 6e              |        | Shin'ichi Isa (ja)      | Kōmeitō         |
| 7e              |        | Naomi Tokashiki         | PLD             |
| 8e              |        | Tomohiko Kinoshita (ja) | ARJ             |
| 9e              |        | Yasushi Adachi          | ARJ             |
| 10e             |        | Kenta Matsunami         | ARJ             |
| 11e             |        | Nobuhisa Itō (ja)       | ARJ             |
| 12e             |        | Tomokatsu Kitagawa      | PLD             |
| 13e             |        | Kōichi Nishino (ja)     | ARJ             |
| 14e             |        | Takashi Tanihata        | ARJ             |
| 15e             |        | Yasuto Urano (ja)       | ARJ             |
| 16e             |        | Kazuo Kitagawa          | Kōmeitō         |
| 17e             |        | Nobuyuki Baba           | ARJ             |
| 18e             |        | Takashi Endō (ja)       | ARJ             |
| 19e             |        | Hodaka Maruyama (ja)    | ARJ             |

## 47elégislature(2014-2017)
Au cours de la 47e législature, les députés de la préfecture d'Osaka furent les suivants :
| Circonscription | Député | Député               | Parti politique |
| --------------- | ------ | -------------------- | --------------- |
| 1re             |        | Hidetaka Inoue (ja)  | Ishin           |
| 2e              |        | Akira Satō (ja)      | PLD             |
| 3e              |        | Shigeki Satō         | Kōmeitō         |
| 4e              |        | Yasuhide Nakayama    | PLD             |
| 5e              |        | Tōru Kunishige (ja)  | Kōmeitō         |
| 6e              |        | Shin'ichi Isa (ja)   | Kōmeitō         |
| 7e              |        | Naomi Tokashiki      | PLD             |
| 8e              |        | Takashi Ōtsuka       | PLD             |
| 9e              |        | Kenji Harada (ja)    | PLD             |
| 10e             |        | Kiyomi Tsujimoto     | PDJ             |
| 11e             |        | Yukari Satō (ja)     | PLD             |
| 12e             |        | Tomokatsu Kitagawa   | PLD             |
| 13e             |        | Kōichi Munekiyo (ja) | PLD             |
| 14e             |        | Takashi Tanihata     | Ishin           |
| 15e             |        | Naokazu Takemoto     | PLD             |
| 16e             |        | Kazuo Kitagawa       | Kōmeitō         |
| 17e             |        | Nobuyuki Baba        | Ishin           |
| 18e             |        | Takashi Endō (ja)    | Ishin           |
| 19e             |        | Hodaka Maruyama (ja) | Ishin           |

## 48elégislature(2017-2021)
Au cours de la 48e législature, les députés de la préfecture d'Osaka furent les suivants :
| Circonscription | Député | Député               | Parti politique | Mandat    |
| --------------- | ------ | -------------------- | --------------- | --------- |
| 1re             |        | Hiroyuki Ōnishi (ja) | PLD             |           |
| 2e              |        | Akira Satō (ja)      | PLD             |           |
| 3e              |        | Shigeki Satō         | Kōmeitō         |           |
| 4e              |        | Yasuhide Nakayama    | PLD             |           |
| 5e              |        | Tōru Kunishige (ja)  | Kōmeitō         |           |
| 6e              |        | Shin'ichi Isa (ja)   | Kōmeitō         |           |
| 7e              |        | Naomi Tokashiki      | PLD             |           |
| 8e              |        | Takashi Ōtsuka       | PLD             |           |
| 9e              |        | Kenji Harada (ja)    | PLD             |           |
| 10e             |        | Kiyomi Tsujimoto     | PDC             |           |
| 11e             |        | Hirofumi Hirano      | SE              |           |
| 12e             |        | Tomokatsu Kitagawa   | PLD             | 2017-2019 |
| 12e             |        | Fumitake Fujita (ja) | Ishin           | 2019-2021 |
| 13e             |        | Kōichi Munekiyo (ja) | PLD             |           |
| 14e             |        | Takashi Nagao        | PLD             |           |
| 15e             |        | Naokazu Takemoto     | PLD             |           |
| 16e             |        | Kazuo Kitagawa       | Kōmeitō         |           |
| 17e             |        | Nobuyuki Baba        | Ishin           |           |
| 18e             |        | Takashi Endō (ja)    | Ishin           |           |
| 19e             |        | Hodaka Maruyama (ja) | Ishin           |           |

## 49elégislature(2021-2024)
Au cours de la 49e législature, les députés de la préfecture d'Osaka furent les suivants :
| Circonscription | Député | Député                 | Parti politique |
| --------------- | ------ | ---------------------- | --------------- |
| 1re             |        | Hidetaka Inoue (ja)    | Ishin           |
| 2e              |        | Tadashi Morishima (ja) | Ishin           |
| 3e              |        | Shigeki Satō           | Kōmeitō         |
| 4e              |        | Teruo Minobe (ja)      | Ishin           |
| 5e              |        | Tōru Kunishige (ja)    | Kōmeitō         |
| 6e              |        | Shin'ichi Isa (ja)     | Kōmeitō         |
| 7e              |        | Takemitsu Okushita     | Ishin           |
| 8e              |        | Jōji Uruma (ja)        | Ishin           |
| 9e              |        | Yasushi Adachi         | Ishin           |
| 10e             |        | Taku Ikeshita (ja)     | Ishin           |
| 11e             |        | Hiroshi Nakatsuka (ja) | Ishin           |
| 12e             |        | Fumitake Fujita (ja)   | Ishin           |
| 13e             |        | Ryōhei Iwatani (ja)    | Ishin           |
| 14e             |        | Hitoshi Aoyagi (ja)    | Ishin           |
| 15e             |        | Yasuto Urano (ja)      | Ishin           |
| 16e             |        | Kazuo Kitagawa         | Kōmeitō         |
| 17e             |        | Nobuyuki Baba          | Ishin           |
| 18e             |        | Takashi Endō (ja)      | Ishin           |
| 19e             |        | Nobuhisa Itō (ja)      | Ishin           |

## 50elégislature(depuis 2024)
Au cours de la 50e législature, les députés de la préfecture d'Osaka sont les suivants :
| Circonscription | Député | Député                 | Parti politique |
| --------------- | ------ | ---------------------- | --------------- |
| 1re             |        | Hidetaka Inoue (ja)    | Ishin           |
| 2e              |        | Tadashi Morishima (ja) | Ishin           |
| 3e              |        | Tōru Azuma             | Ishin           |
| 4e              |        | Teruo Minobe (ja)      | Ishin           |
| 5e              |        | Satoshi Umemura (ja)   | Ishin           |
| 6e              |        | Kaoru Nishida (ja)     | Ishin           |
| 7e              |        | Takemitsu Okushita     | Ishin           |
| 8e              |        | Jōji Uruma (ja)        | Ishin           |
| 9e              |        | Kei Hagihara (ja)      | Ishin           |
| 10e             |        | Taku Ikeshita (ja)     | Ishin           |
| 11e             |        | Hiroshi Nakatsuka (ja) | Ishin           |
| 12e             |        | Fumitake Fujita (ja)   | Ishin           |
| 13e             |        | Ryōhei Iwatani (ja)    | Ishin           |
| 14e             |        | Hitoshi Aoyagi (ja)    | Ishin           |
| 15e             |        | Yasuto Urano (ja)      | Ishin           |
| 16e             |        | Masaki Kuroda (ja)     | Ishin           |
| 17e             |        | Nobuyuki Baba          | Ishin           |
| 18e             |        | Takashi Endō (ja)      | Ishin           |
| 19e             |        | Nobuhisa Itō (ja)      | Ishin           |